# Paul Kunz
Paul Kunz (20 de dezembro de 1942 – 12 de setembro de 2018) foi um físico de partículas e desenvolvedor de software americano que iniciou a implantação do primeiro servidor Web fora da Europa.
Após encontrar-se em setembro com Tim Berners-Lee do CERN, ele voltou ao Stanford Linear Accelerator Center com a palavra World Wide Web. Numa quinta feira, 12 de dezembro de 1991 existia um servidor Web ativo graças a seus esforços, juntamente com Louise Addis e Terry Hung.
Ele foi também um dos idealizadores da implementação do GNUstep no NEXTSTEP e da ideia deo oblcX. Ele é o desenvolvedor chefe da HippoDraw.